# Smail Prevljak
Smail Prevljak (* 10. Mai 1995 in Konjic) ist ein bosnischer Fußballspieler, der seit Juli 2025 beim NK Istra 1961 unter Vertrag steht.

## Karriere

### Verein

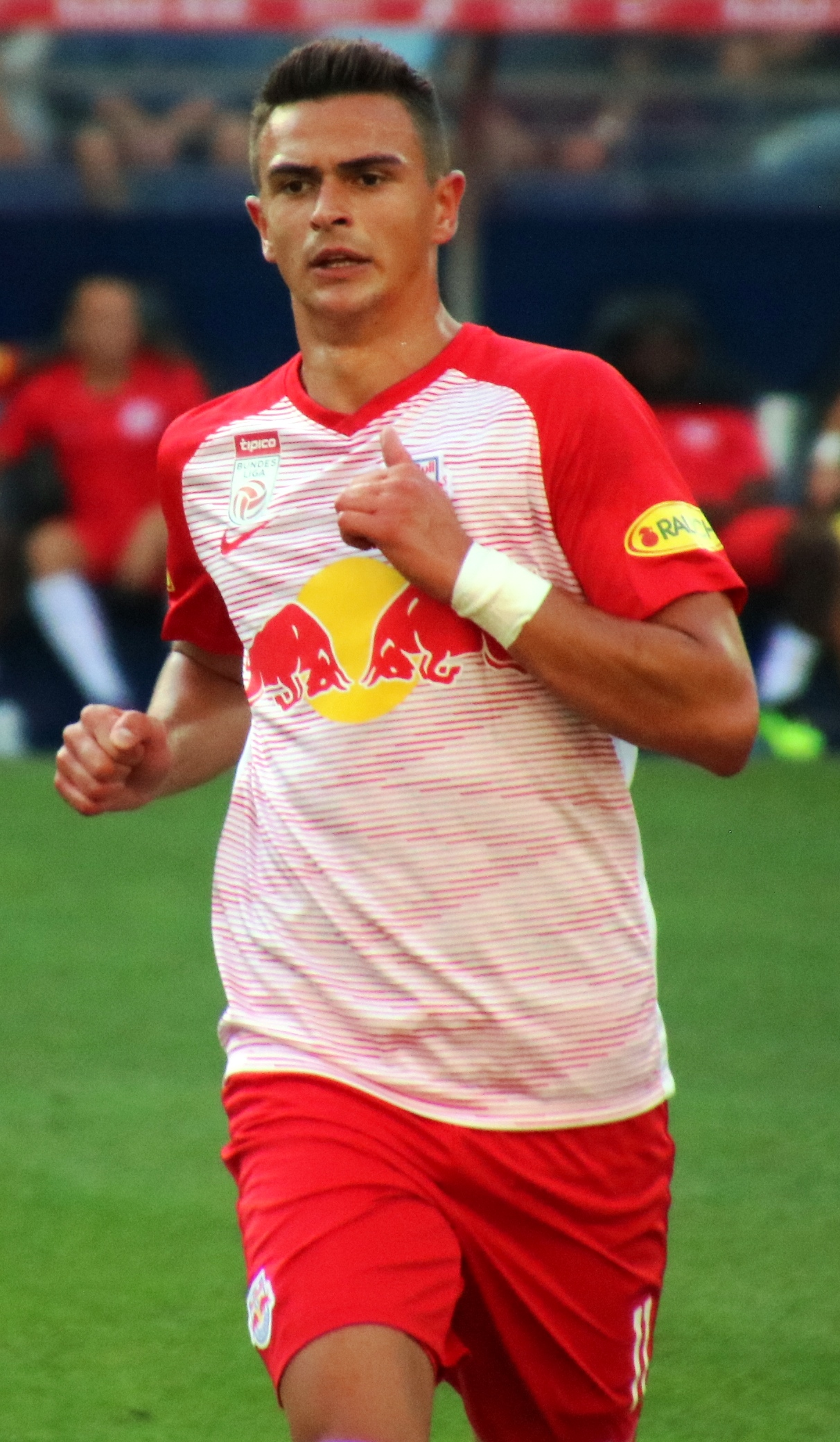
Smail Prevljak im Trikot des FC Red Bull Salzburg (2018)

Seine fußballerische Karriere begann beim FK Igman Konjic. Von dort wechselte er zur Saison 2013/14 nach Deutschland zu RB Leipzig, wo er im Kader der A-Jugend stand. Im Mai 2015 absolvierte er zwei Spiele in der zweiten Mannschaft in der sechstklassigen Sachsenliga. Am ersten Spieltag der Saison 2014/15 debütierte Prevljak in der ersten Mannschaft in der 2. Bundesliga.
Ende August 2014 wurde Prevljak an den österreichischen Bundesligisten FC Red Bull Salzburg ausgeliehen. Zunächst kam er als Kooperationsspieler beim Farmteam, dem FC Liefering, in der zweiten Liga zum Einsatz. Sein Debüt für den FC Red Bull Salzburg gab er am 9. November 2014 im Auswärtsspiel gegen SCR Altach, als er in der 62. Minute für Konrad Laimer eingewechselt wurde. Dies blieb sein einziger Bundesligaeinsatz in seiner ersten Spielzeit. Zur Saison 2015/16 erwarb der FC Red Bull Salzburg schließlich die Transferrechte an Prevljak, der auch dem FC Lieferingals Kooperationsspieler erhalten blieb.
Sein erstes Bundesliga-Tor für den FC Red Bull Salzburg erzielte der Bosnier am 23. August 2015 beim 2:2 gegen Austria Wien. Im Spiel zwischen dem FC Liefering und Austria Lustenau zog sich Prevljak einen Riss des Kreuzbandes im linken Knie zu.
Zur Saison 2017/18 wurde er an den Ligakonkurrenten SV Mattersburg verliehen.
Zur Saison 2018/19 kehrte Prevljak nach Salzburg zurück und verlängerte seinen Vertrag bis zum 30. Juni 2022. Im Meisterschaftsspiel der 5. Runde 2018/19 auswärts bei SCR Altach erzielte er am 25. August 2018 den 1000. Ligatreffer der Salzburger seit dem Einstieg von Red Bull 2005.
Im Januar 2020 wurde er nach Belgien an die KAS Eupen verliehen. Bis zum Abbruch der Saison infolge der COVID-19-Pandemie bestritt er fünf von sechs möglichen Spielen für die KAS Eupen. Die Ausleihe wurde nicht verlängert, so dass er zur Saison 2020/21 zunächst nach Salzburg zurückkehrte. Ende August 2020 wurde er von Eupen fest verpflichtet und erhielt einen bis Juni 2023 laufenden Vertrag. In seiner ersten Saison bestritt er 27 von 30 möglichen Ligaspielen für die KAS, in denen er 16 Tore schoss, sowie zwei Pokalspiele. In der nächsten Saison waren es 30 von 34 möglichen Ligaspiele, in denen er neun Tore schoss, sowie fünf Pokalspiele mit sieben Toren, womit er damit beitrug, dass die KAS Eupen das Halbfinale erreichte, wo sie gegen den RSC Anderlecht ausschied. Auch in der Saison 2022/23 bestritt Prevljak wieder 30 von 34 Ligaspielen mit sechs Toren. Zum Saisonende wurde der Abstieg knapp vermieden.
Eine Woche später erklärte die KAS Eupen, sie wolle den auslaufenden Vertrag nicht verlängern. Direktor Christoph Henkel begründete dies, „Smail hatte kein gutes Jahr. Er hat zwar eine sensationelle Quote, er hat in 99 Spielen 42 Tore geschossen, aber leider im letzten Jahr nicht viele Tore beitragen können. Von daher war seine Entwicklung nicht zufriedenstellend.“
Im Sommer 2023 unterschrieb Prevljak einen Zweijahresvertrag bei Hertha BSC. Danach verließ er den Verein.
Er wechselte daraufhin nach Kroatien zum NK Istra 1961.

### Nationalmannschaft
Prevljak debütierte im März 2015 für die bosnische U-21-Auswahl, als er in einem Testspiel gegen die USA in der 74. Minute für Samir Radovac eingewechselt wurde.
Im März 2018 wurde er erstmals in den Kader der A-Nationalmannschaft berufen. Sein Debüt für jene gab er im selben Monat, als er in einem Testspiel gegen Bulgarien in der 76. Minute Edin Džeko ersetzte. Sein erstes Tor erzielte er dann am 15. November 2020 bei der 1:3-Niederlage in der Nations-League gegen die Niederlande.

## Erfolge
- Österreichischer Meister: 2015, 2016, 2017, 2019, 2020
- Österreichischer Pokalsieger: 2015, 2016, 2017, 2019